# Nhóm ngôn ngữ Frisia
Nhóm ngôn ngữ Frisia là một nhóm những ngôn ngữ German có quan hệ gần gũi với nhau, nói bởi khoảng 500.000 người Frisia sống chủ yếu ở vùng duyên hải biển Bắc tại Hà Lan và Đức. Đây là những họ hàng gần nhất của nhóm ngôn ngữ gốc Anh (tiếng Anh và tiếng Scot). Tuy nhiên, người nói tiếng Anh không thể hiểu được các ngôn ngữ Frisia (và các ngôn ngữ Frisia cũng chẳng thông hiểu lẫn nhau) do sự phát triển của ngôn ngữ và ảnh hưởng từ xung quanh.
Có ba ngôn ngữ Frisia khác nhau, trong đó, tiếng Tây Frisia là ngôn ngữ đông người nói nhất và ngôn ngữ chính thức của tỉnh Hà Lan Friesland, nơi nó được nói trên cả đất liền và hai đảo Terschelling và Schiermonnikoog. Thêm nữa, nó có mặt tại bốn ngôi làng ở vùng Westerkwartier thuộc tỉnh lân cận Groningen. Tiếng Bắc Frisia được nói tại huyện cực bắc nước Đức là Nordfriesland, trên vùng đất liền Bắc Frisia, và trên các đảo Sylt, Föhr, Amrum, và Halligen. Ngôn ngữ Frisia còn lại, tiếng Frisia Saterland chỉ hiện diện tại bốn ngôi làng ở Saterland.
Tùy theo vị trí của mình, ba ngôn ngữ Frisia đã chịu ảnh hưởng nặng bởi hoặc tiếng Hà Lan hoặc tiếng Hạ Saxon hoặc tiếng Đan Mạch. Thêm nữa, sự tương đồng đặc điểm giữa tiếng Anh vùng Great Yarmouth và tiếng Tây Frisia ở Friesland có vẻ là kết quả của quá trình giao thương kéo dài hàng thế kỷ.